# Hanna Neumann
Johanna (Hanna) Neumann (geboren als Von Caemmerer, Lankwitz, Steglitz-Zehlendorf, 12 februari 1914 – 14 november 1971) was een als Duitse geboren, later Britse wiskundige op het gebied van groepentheorie.

## Biografie
Neumann werd geboren in wat nu een district van Berlijn is. Zij was de jongste van drie kinderen van Hermann en Katharina von Caemmerer.  Haar vader overleed in de eerste dagen van de Eerste Wereldoorlog. Het gezinsinkomen was daardoor laag en Neumann gaf vanaf dertien jarige leeftijd bijles aan schoolkinderen.
Na twee jaar op een privéschool ging ze naar de Auguste-Viktoria-Schule, een meisjesgymnasium (Realgymnasium), in 1922.  Zij haalde haar diploma begin 1932 en ging vervolgens naar de Universiteit van Berlijn.  Zij volgde vakken in wiskunde en natuurkunde en bezocht ook colleges in psychologie, literatuur en rechten. Na haar eerste jaar werd zij beloond met een gedeeltelijke kwijtschelding van collegegeld en een aanstelling als deeltijd assistent in de bibliotheek van het wiskunde-instituut.
In januari 1933 begon een vriendschap tussen Hanna en Bernhard Neumann.  In maart 1933 kwamen de nazi's aan de macht en in augustus 1933 verhuisde Bernhard, die Joods was, naar Cambridge in Engeland. Zij bezocht Bernhard in Londen tijdens Pasen 1934 en zij verloofden zich in het geheim. Hierna keerde zij terug naar Duitsland om haar studie te vervolgen.
In haar tweede studiejaar maakte Neumann deel uit van een groep studenten die probeerden te voorkomen dat nazi's de colleges van Joodse academici verstoorden door alleen echte studenten tot de colleges toe te laten. Zij verloor haar baan bij het wiskunde-instituut, mogelijk als gevolg van deze activiteiten. Maar op dat moment en gedurende de rest van haar studie was zij vrijgesteld van collegegeld.
Gedurende de rest van haar universitaire opleiding studeerde zij wiskunde, natuurkunde en filosofie. Zij voltooide haar studies in wiskunde en natuurkunde cum laude in 1936. Zij begon haar promotieonderzoek aan de Universiteit van Göttingen in 1937 onder begeleiding van Helmut Hasse.
Gedurende haar studietijd correspondeerden Bernhard en Hanna anoniem via vrienden. Zij ontmoetten elkaar één keer in Denemarken in 1935, toen Bernhard naar het International Congress of Mathematicians in Oslo reisde. In juli 1938 verhuisde Hanna naar Engeland. Zij trouwde met Bernhard in december 1938 in Cardiff. Zij kregen vijf kinderen.  De familie Neumann verhuisde in 1940 naar Oxford.
Neumann promoveerde op groepentheorie aan de Society of Home Students, Oxford in 1944 onder promotor Olga Taussky-Todd. De titel van haar dissertatie was 'Sub-group Structure of Free Products of Groups with an Amalgamated Subgroup'.  De Universiteit van Oxford gaf haar later de gevorderde graad van D.Sc. (doctor in de wetenschappen) voor haar publicaties.
Na haar naturalisatie tot Brits staatsburger, accepteerde zij een aanstelling als docent aan de Universiteit van Hull in 1946. Vanaf 1958 was zij docent aan de Mathematics Department van het Manchester College of Science and Technology (dat later UMIST werd). In 1961-1962 verbleven de Neumanns een jaar aan het Courant Institute of Mathematical Sciences.
De Neumanns verhuisden augustus 1963 naar Australië en werkten daar aan de Australian National University. Zij bekleedde de leerstoel zuivere wiskunde in 1964 en was decaan tussen 1968 en 1969.
Ze overleed aan een aneurysma in de hersenen terwijl zij een lezing gaf in Ottawa, Ontario. Ter ere van Neumann werd in 1973 een gebouw van de Australian National University naar haar vernoemd. Vier van haar vijf kinderen werden wiskundigen, onder wie Peter M. Neumann.. 
Neumann begeleidde tien promovendi en heeft 51 wetenschappelijke afstammelingen.

## Onderzoek en publicaties
Haar meest bekende werk "Variëteiten in groepen" werd gepubliceerd in 1967. Het is vertaald in het Russisch. Zij publiceerde 34 artikelen, de meeste in internationale tijdschriften.